# El Castellot (Camprodon)
El Castellot és un edifici de Camprodon (Ripollès) declarat Bé Cultural d'Interès Nacional.

## Descripció
Al cim d'un pujol per sobre del Cordonet es troben les restes d'aquesta fortalesa convertida en masia. Es poden veure alguns panys de mur on es troben tres portes rematades en arcs de pedra. Al primer pis s'accedia mitjançant una escala de pedra. Els murs tenen un gruix de 90 centímetres i tenen espitlleres.